# Połażejewo
Połażejewo (hist. Polczewo, Poleszeyewo, Poleseyewo, Polazejewo, niem. Pfohlsheim) – wieś w Polsce położona w województwie wielkopolskim, w powiecie średzkim, w gminie Środa Wielkopolska, przy trasie drogi wojewódzkiej nr 432. Wieś jest siedzibą sołectwa "Połażejewo".

## Historia
Pierwsze wzmianki o wsi pochodzą z XIV wieku i należała ona wówczas do Doliwów. Stanisław Kozierowski wywiódł jej nazwę od zasadźcy Położeja. W latach 1416–1427 właścicielami wsi byli Mikołaj i Świętosław Połażejewscy, a potem (do 1469) Bnińscy z Bnina, m.in. Piotr (kanonik poznański) i Maciej. W 1469 wieś sprzedał na wyderkaf Mikołaj Bniński kasztelanowi santockiemu - Andrzejowi Ryoganowskiemu. Następnie właścicielem był wojewoda sieradzki - Ambroży Pampowski. Od 1501 wsią władała już kapituła gnieźnieńska, dzierżawiąc ją różnym osobom. Wieś duchowna Położejewo, własność kapituły katedralnej gnieźnieńskiej, pod koniec XVI wieku leżała w powiecie pyzdrskim województwa kaliskiego.	
Po zagarnięciu dóbr przez Prusaków wieś nadal była dzierżawiona. W 1807 dobra przejęła Komisja Rządząca i podarowała je (wraz z obszernym kluczem) Janowi Henrykowi Dąbrowskiemu. W 1835 córka Dąbrowskiego - Bogusława wyszła za mąż za Teodora Mańkowskiego. Mańkowscy zarządzali majątkiem do 1854, kiedy to sprzedali go Aleksandrowi Czartoryskiemu z Wiednia, który skupował dobra dla swojej żony - Marceliny. Majątek był dzierżawiony (m.in. przez Piotra Koszutskiego). W 1865 Czartoryscy sprzedali swoje dobra różnym nabywcom. Połażejewo posiadali m.in. Józef Golski, Maria von Rekowska, późniejsza żona Witolda Kosińskiego, brata Amilkara, a także rodzina Boeningów.
Boeningów wypędzili Niemcy w 1939, a majątek przeszedł pod zarząd niemiecki. Pod koniec okupacji zamieszkiwali tu lotnicy Luftwaffe z jednostki szkoleniowej w Mącznikach. Po wojnie majątek przeznaczono na parcelację (wcześniej mieszkali tu jeszcze krótko lotnicy radzieccy). Pałac poważnie zdewastowano. Zamieszkali w nim niektórzy parcelanci. 
Z czasem powstała w Połażejewie Rolnicza Spółdzielnia Produkcyjna, w 1970 połączona z podobną, w Rumiejkach. Po 1970 wybudowano dla pracowników bloki mieszkalne. W 2008 spółdzielnię zlikwidowano (pałacu pozbyto się wcześniej).
We wsi była stacja kolejowa Połażejewo.
W latach 1975–1998 miejscowość administracyjnie należała do województwa poznańskiego.

## Zabytki
- pałacyk Kosińskich
- obora murowana - 4. ćwierć XIX wieku,
- stodoła murowana - koniec XIX wieku,
- spichlerz - koniec XIX wieku,
- brama podwórzowa - koniec XIX wieku,
- dwa dwojaki - początek XX wieku,
- cztery czworaki - początek XX wieku,
- budynek nr 9[4].